# Prinsessan Shōshi (1286–1348)
Prinsessan Shōshi , född 1286, död 1348, var en japansk prinsessa, kejsarinna 1319. Hon var ceremoniellt kejsarinna (som hederstitel) åt sin halvbror kejsar Go-Daigo. 